# Allura Red AC
Allura Red AC là phẩm nhuộm màu đỏ với các tên đồng nghĩa Allura Red, Food Red 17, C.I. 16035, FD&C Red 40, muối dinatri của axit 2-naphthalenesulfonic, 6-hydroxy-5-((2-methoxy-5-methyl-4-sulfophenyl)azo)- và dinatri 6-hydroxy-5-((2-methoxy-5-methyl-4-sulfophenyl)azo)-2-naphthalenesulfonat. Đây là một chất màu thực phẩm với số E là E129. Allura Red AC được sử dụng lần đầu ở Hoa Kỳ để thay thế chất màu amaranth dùng trong thực phẩm.